# Chạy trốn về phương Nam (nhà Tống)
Chạy trốn về phương nam hay còn được biết đến với tên gọi Kiến Viêm nam độ (维扬之变) là một sự kiện xảy ra trong lịch sử Nhà Tống của Trung Quốc khi mà cuộc chiến tranh Kim-Tống xảy ra với sự thất bại khủng khiếp của nhà Tống trước Nhà Kim. Đặc biệt là sau sự kiện Tĩnh Khang năm 1127, kinh đô của nhà Tống lúc đó (còn được gọi là nhà Bắc Tống) là Biện Kinh (nay là Khai Phong) bị quân nhà Kim xâm chiếm và quân nhà Kim đã bắt được gần như toàn bộ hoàng thân quốc thích của nhà Tống bao gồm thái thượng hoàng Tống Huy Tông, vua Tống Khâm Tông và người vợ của hai vị vua cùng nhiều hoàng tử, công chúa khác của nhà Tống đem lên phía bắc để làm tù binh. Một người hoàng thân quốc thích của nhà Tống là Triệu Đức Cơ (còn có tên khác là Triệu Cấu) đã đưa những người hoàng thân quốc thích còn lại cùng số tàn quân còn lại của quân đội nhà Tống và các tướng lĩnh bỏ chạy về phương nam lánh nạn giặc Kim, rất nhiều thường dân có lòng yêu nước, trung thành với nhà Tống cũng chạy theo về phương nam để tránh giặc và cùng nhà Nam Tống tiếp tục chiến đấu chống quân Kim xâm lược. Triệu Cơ sau đó đã lên ngôi vua ở Nam Kinh và có miếu hiệu là Tống Cao Tông nhưng sau đó nạn Miêu, Lưu binh biến khiến vua Tống Cao Tông phải tiếp tục bỏ chạy nhưng sau đó nạn này được dẹp yên, Tống Cao Tông lại định đô ở Lâm An (nay là Hàng Châu) và kể từ đó thì kinh đô của nhà Nam Tống chính thức không dời đi nữa. Nhà Tống mất gần một nửa giang sơn ở phương bắc, sau đó lại lâm vào cuộc chiến tranh với nhà Kim khi quân Kim đưa quân nam hạ, nhà Tống buộc phải kí Hiệp ước Thiệu Hưng năm 1142 thì tình hình cũng tạm ổn, biên giới hai nước Tống-Kim chính thức được dời xuống đến tận sông Hoài Hà và nhà nhà Tống bắt buộc phải cống nạp cho nhà Kim định kỳ.